# Liste der Mitglieder der American Academy of Arts and Sciences/1863
Im Jahr 1863 wählte die American Academy of Arts and Sciences 11 Personen zu ihren Mitgliedern.

## Neugewählte Mitglieder
- Henry Larcom Abbot (1831–1927)
- George Bancroft (1800–1891)
- Henry Charles Carey (1793–1879)
- Frederic Edwin Church (1826–1900)
- Christopher Hansteen (1784–1873)
- Andrew Atkinson Humphreys (1810–1883)
- Edward Jarvis (1803–1884)
- John Pendleton Kennedy (1795–1870)
- William Lawrence (1783–1867)
- Leopold von Ranke (1795–1886)
- William Wetmore Story (1819–1895)